# Vagalhão

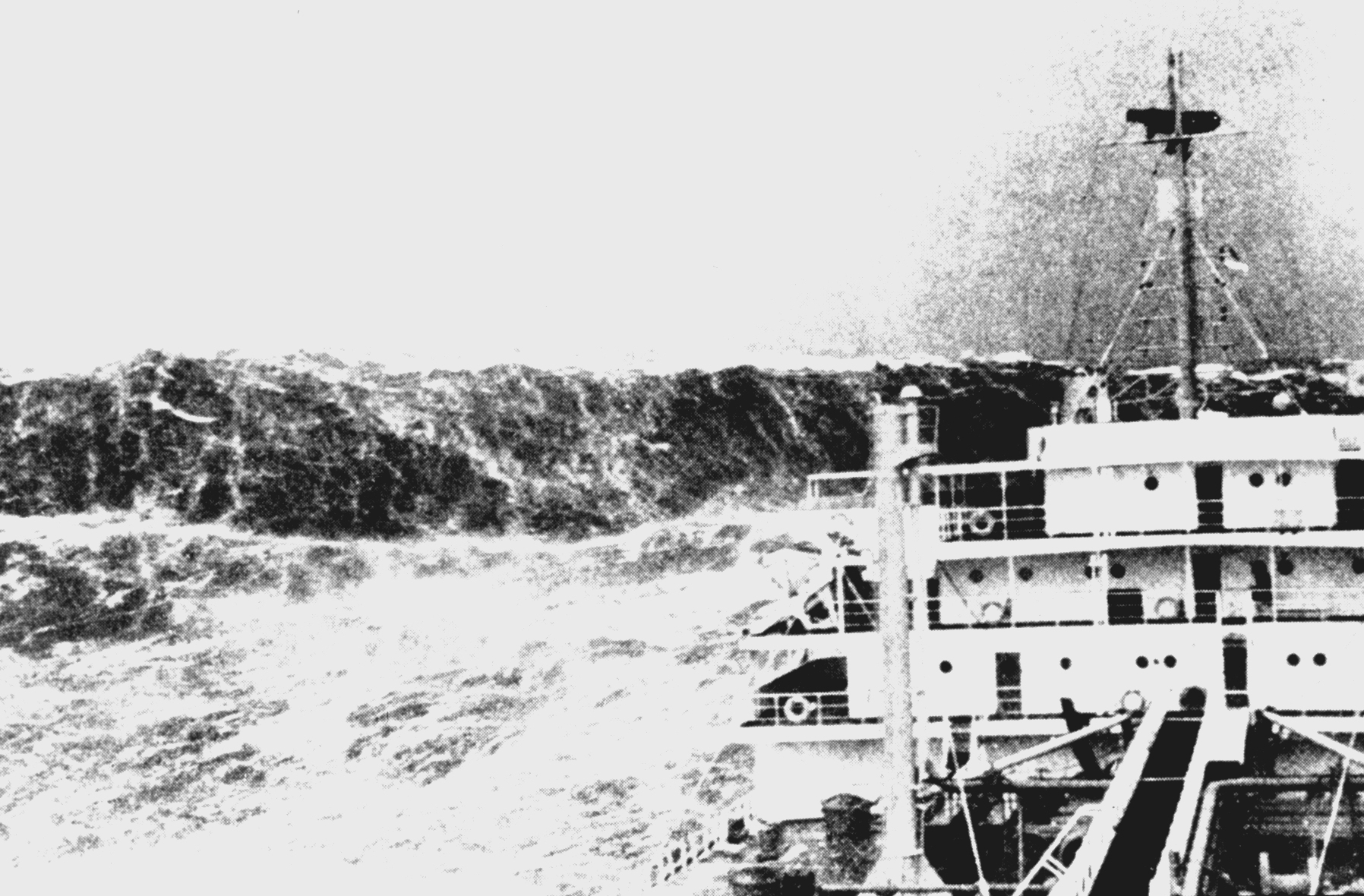
Um navio mercante trabalhando em mar agitado enquanto uma grande onda se aproxima, Golfo da Biscaia, ca. 1940

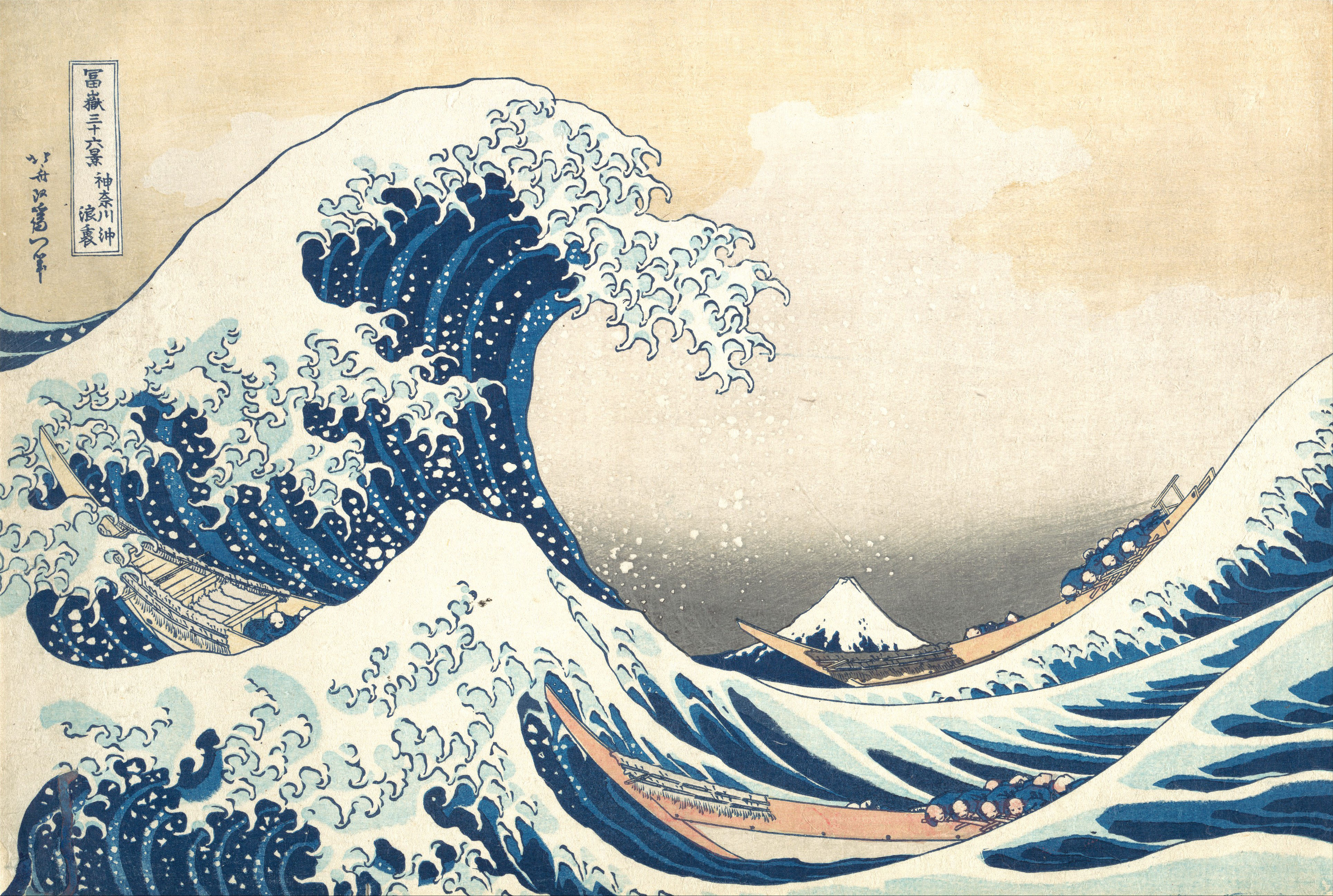
Embora comumente descrita como um tsunami, a onda retratada em A Grande Onda de Kanagawa por Hokusai é mais provavelmente um exemplo de um grande vagalhão.

Vagalhões são ondas anormalmente grandes, imprevisíveis e de aparecimento súbito que podem ser extremamente perigosas para os navios, mesmo para os grandes. Eles são distintos dos tsunamis, que são causados pelo deslocamento da água devido a outros fenômenos (como terremotos) e muitas vezes são quase imperceptíveis em águas profundas. Na oceanografia, os vagalhões são definidos com mais precisão como ondas cuja altura é mais do que o dobro da altura significativa da onda (H s ou SWH), que por sua vez é definida como a média do maior terço das ondas em um registro de onda. Portanto, vagalhões não são necessariamente as maiores ondas encontradas na água; são, ao contrário, ondas excepcionalmente grandes para um determinado estado do mar. Os vagalhões parecem não ter uma única causa distinta, mas ocorrem onde fatores físicos, como ventos e correntes fortes, fazem com que as ondas se fundam para criar uma única onda excepcionalmente grande. Esse tipo de onda parece ser onipresente na natureza e também ocorre em outros contextos, como no hélio líquido, na óptica não linear, na mecânica quântica, em cavidades de microondas, na condensação de Bose-Einstein, no calor e difusão e até em finanças.
Antes consideradas míticas e sem evidências concretas de sua existência, agora está provado que os vagalhões existem e são conhecidos como um fenômeno natural do oceano. Depoimentos de testemunhas oculares de marinheiros e danos infligidos a navios há muito sugerem que eles ocorrem. A primeira evidência científica de sua existência veio com o registro de um vagalhão pela plataforma Gorm no Mar do Norte em 1984. Uma onda destacada foi detectada com uma altura de onda de 11 metros em um estado do mar relativamente baixo. No entanto, o que chamou a atenção da comunidade científica foi a medição digital de uma onda traiçoeira na plataforma de Draupner, também no Mar do Norte, em 1º de janeiro de 1995; chamada de "onda Draupner", teve uma altura máxima de onda registrada de 25,6 metros e elevação de pico de 18,5 metros. Durante esse evento, pequenos danos foram infligidos na plataforma muito acima do nível do mar, confirmando a validade da leitura feita por um sensor a laser apontado para baixo. Sua existência também foi confirmada por vídeo e fotografias, por imagens de satélite, por radar da superfície do oceano, por sistemas de imagem de ondas estéreo, por transdutores de pressão no fundo do mar e por navios de pesquisa oceanográfica. Em fevereiro de 2000, um navio de pesquisa oceanográfica britânico, o RRS Discovery, navegando na Bacia Rockall, a oeste da Escócia, encontrou as maiores ondas já registradas por qualquer instrumento científico em oceano aberto, com um SWH de 18,5 metros e ondas individuais de até 29,1 m. "Em 2004, cientistas usando três semanas de imagens de radar de satélites da Agência Espacial Europeia encontraram dez vagalhões, cada um com 25 metros ou mais."
Um vagalhão é um fenômeno natural do oceano que não é causado pelo movimento da terra, dura apenas brevemente, ocorre em um local limitado e na maioria das vezes acontece muito longe no mar. Eles são considerados raros, mas potencialmente muito perigosos, uma vez que podem envolver a formação espontânea de ondas massivas muito além das expectativas usuais dos projetistas de navios. Vagalhões são, portanto, distintos dos tsunamis, que são causados por um deslocamento maciço da água, geralmente resultante de movimentos repentinos do fundo oceânico, após os quais se propagam em alta velocidade por uma vasta área. Eles são quase imperceptíveis em águas profundas e só se tornam perigosos à medida que se aproximam da costa e o fundo do oceano se torna mais raso; portanto, os tsunamis não representam uma ameaça ao transporte marítimo. (Os únicos navios perdidos no tsunami asiático de 2004 estavam no porto.) Eles também são distintos dos megatsunamis, que são ondas maciças únicas causadas por impacto repentino, como impacto de meteoros ou deslizamentos de terra em corpos d'água fechados ou limitados. Eles também são diferentes das ondas descritas como "ondas centenárias", que é uma previsão puramente estatística da onda mais alta que provavelmente ocorrerá em um período de cem anos em um determinado corpo de água. Está provado que vagalhões são a causa da perda repentina de alguns navios oceânicos. Exemplos bem documentados incluem o cargueiro MS München, perdido em 1978. Um vagalhão foi implicada na perda de outros navios, como o Ocean Ranger, que era uma unidade móvel de perfuração offshore semissubmersível que afundou em águas canadenses em 15 de fevereiro de 1982. Em 2007, a Administração Oceânica e Atmosférica Nacional dos Estados Unidos (NOAA) compilou um catálogo de mais de 50 incidentes históricos provavelmente associados a ondas violentas.

## Registros históricos

### Primeiros relatos
Em 1826, o cientista francês e oficial da Marinha Francesa, o capitão Jules Dumont d'Urville, relatou ondas de até 33 metros no Oceano Índico com três colegas como testemunhas, mas ele foi ridicularizado publicamente pelo colega cientista François Arago. Naquela época, era amplamente aceito que nenhuma onda poderia exceder 9 m. A autora Susan Casey escreveu que muito dessa descrença veio porque havia muito poucas pessoas que viram um vagalhão e sobreviveram; até o advento dos navios de casco duplo de aço do século XX, "as pessoas que encontravam vagalhões de 30 metros geralmente não voltavam para contar aos outros sobre isso."

### Pesquisas pré-1995
Ondas incomuns foram estudadas cientificamente por muitos anos (por exemplo, um estudo de 1834 de uma onda de soliton), mas elas não estavam relacionadas conceitualmente às histórias de marinheiros sobre encontros com ondas gigantescas no oceano.
Desde o século XIX, oceanógrafos, meteorologistas, engenheiros e projetistas de navios têm usado um modelo estatístico conhecido como função gaussiana (ou modelo linear padrão) para prever a altura das ondas, partindo do pressuposto de que as alturas das ondas em qualquer mar são agrupadas de forma compacta em torno de um valor central igual à média do terço maior, conceito conhecido como altura de onda significativa. Em um mar de tempestade com uma altura de onda significativa de 12 m, o modelo sugere que dificilmente haverá uma onda superior a 15 m. Segundo o modelo, uma onda de 30 m poderia de fato acontecer - mas apenas uma vez em dez mil anos (de altura de onda de 12 m). Essa suposição básica foi bem aceita, embora reconhecida como uma aproximação. O uso de uma forma gaussiana para modelar ondas foi a única base de virtualmente todos as publicações sobre o assunto nos últimos 100 anos. 
O primeiro artigo científico conhecido sobre "ondas arrepiantes" foi escrito pelo professor Laurence Draper em 1964. Nesse artigo, ele documentou os esforços do Instituto Nacional de Oceanografia no início dos anos 1960 para registrar a altura das ondas, sendo que a maior onda registrada naquela época era de cerca de 20 m. Draper também descreveu buracos de ondas estranhas.
No entanto, mesmo em meados da década de 1990, os textos mais populares sobre oceanografia, como o de Pirie, não continham qualquer menção a vagalhões. Mesmo após a onda Draupner em 1995, a publicação Oceanografia de Gross (1996) apenas mencionou vagalhões e simplesmente declarou que "em circunstâncias extraordinárias, ondas extraordinariamente grandes chamadas vagalhões podem se formar", sem fornecer nenhum detalhe adicional.

### Onda Draupner

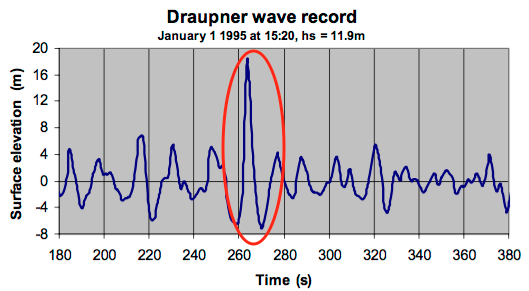
Gráfico de amplitude medida mostrando a onda Draupner (pico no meio)

A onda Draupner foi o primeiro vagalhão a ser detectado por um instrumento de medição. A onda foi registrada em 1995 na Unidade E da plataforma Draupner, um complexo de suporte de gasoduto localizado no Mar do Norte a cerca de 160 km a sudoeste da ponta sul da Noruega.
A plataforma foi construída para suportar uma onda calculada de 1 em 10 000 anos com uma altura prevista de 20 m e era equipada com um conjunto de sensores de última geração, incluindo um gravador de ondas com telêmetro a laser na parte inferior da plataforma. Às 15h do dia 1º de janeiro de 1995, o dispositivo registrou um vagalhão com uma altura máxima de onda de 25,6 m. A elevação do pico acima do nível de água parada foi de 18,5 m. A leitura foi confirmada pelos outros sensores. A plataforma sofreu pequenos danos no evento.
Na área, a altura significativa das ondas foi de aproximadamente 12 m, então a onda de Draupner era duas vezes mais alta e íngreme que suas vizinhas, com características que estavam fora de qualquer modelo de onda conhecido. A onda despertou enorme interesse na comunidade científica.

### Pesquisas subsequentes
Seguindo as evidências da onda Draupner, as pesquisas na área se tornaram generalizadas. O primeiro estudo científico a provar de forma abrangente que vagalhões existem, claramente fora do intervalo das ondas gaussianas, foi publicado em 1997. Algumas pesquisas confirmam que a distribuição de altura de onda observada em geral segue bem a distribuição de Rayleigh, mas em águas rasas durante eventos de alta energia, ondas extremamente altas são mais raras do que este modelo particular prevê. Por volta de 1997, a maioria dos autores principais reconheceram a existência de vagalhões com a ressalva de que os modelos de ondas eram incapazes de replicar esse fenômeno.
Em 2000, o navio oceanográfico britânico RRS Discovery registrou uma onda de 29 m na costa da Escócia, perto de Rockall. Este era um navio de pesquisa científica e estava equipado com instrumentos de alta qualidade. A análise subsequente determinou que, sob condições severas de vendaval com velocidades do vento em média 21 m/s, um registrador de ondas embarcado em um navio mediu ondas individuais de até 29,1 m da crista ao vale, e uma altura de onda significativa máxima de 18,5 m. Essas foram algumas das maiores ondas registradas por instrumentos científicos até então. Os autores notaram que os modelos modernos de previsão de ondas são conhecidos por subestimar significativamente os estados do mar extremos para ondas com uma altura significativa (Hs) acima de 12 m. A análise deste evento levou vários anos e observou que "nenhuma das previsões meteorológicas e modelos de ondas de última geração — as informações nas quais todos os navios, plataformas de petróleo, pescadores e barcos de passageiros dependem — previu esses gigantes. "Simplificando, um modelo científico (e também um método de projeto de navio) para descrever as ondas encontradas não existia. Essa descoberta foi amplamente divulgada na imprensa, que relatou que "de acordo com todos os modelos teóricos da época, sob este conjunto particular de condições climáticas, ondas desse tamanho não deveriam existir".

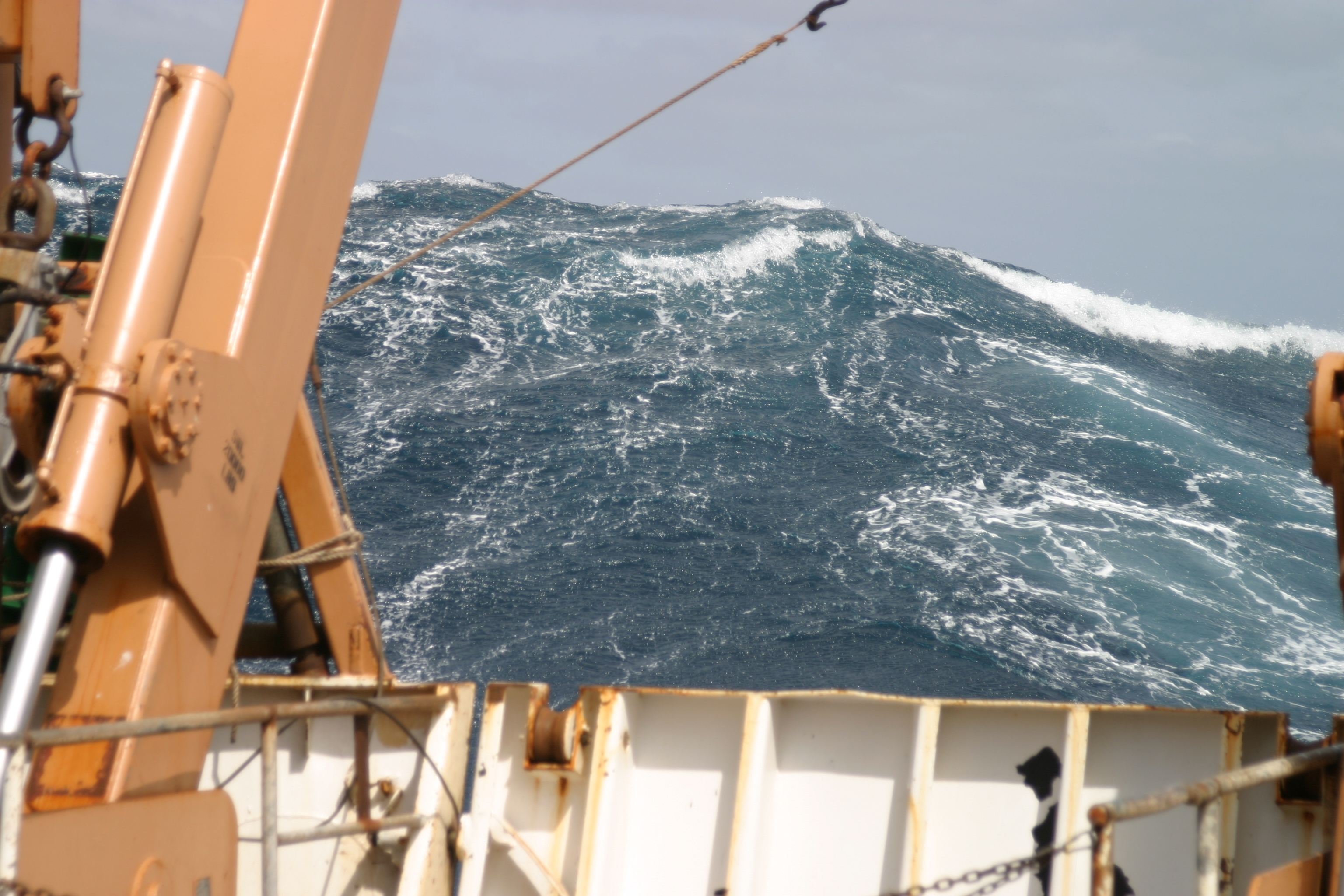
Uma grande onda elevando-se à popa do navio DELAWARE II, do NOAA, Oceano Atlântico, 2005

Em 2004, o projeto MaxWave da Agência Espacial Europeia identificou mais de dez ondas gigantes individuais acima de 25 m de altura durante um curto período de pesquisa de três semanas em uma área limitada do Atlântico Sul. Os satélites ERS da ESA ajudaram a estabelecer a existência generalizada dessas ondas "traiçoeiras". Em 2007, foi comprovado por meio de estudos de radar de satélite que ondas com cristas de 20 m a 30 m ocorrem com muito mais frequência do que se pensava anteriormente.
Agora é bem aceito que vagalhões são um fenômeno comum. O professor Akhmediev da Universidade Nacional da Austrália, um dos principais pesquisadores do mundo neste campo, afirmou que ocorrem cerca de dez vagalhões nos oceanos do mundo a qualquer momento. Alguns pesquisadores especularam que aproximadamente três em cada 10 mil ondas nos oceanos alcançam o nível de vagalhão, mas em certos pontos — como enseadas costeiras e fozes de rios — essas ondas extremas podem formar três em cada 1 000 ondas, porque a energia das ondas pode ser focalizada.
Vagalhões também podem ocorrer em lagos. Diz-se que um fenômeno conhecido como "Três Irmãs" ocorre no Lago Superior, quando uma série de três grandes ondas se forma. A segunda onda atinge o convés do navio antes que a primeira onda passe. A terceira onda que chega se soma às duas retrolavagens acumuladas e repentinamente sobrecarrega o convés do navio com toneladas de água. O fenômeno é uma das várias teorias sobre a causa do naufrágio do SS Edmund Fitzgerald no Lago Superior em novembro de 1975. Estudos sérios sobre o fenômeno só começaram após a onda Draupner de 1995 e se intensificaram desde cerca de 2005. Uma das características notáveis das ondas traiçoeiras é que elas sempre aparecem do nada e rapidamente desaparecem sem deixar vestígios. Pesquisas recentes sugeriram que também poderia haver "ondas super-violentas", que são até cinco vezes o estado do mar médio. Vagalhões agora se tornaram um termo quase universal dado por cientistas para descrever ondas isoladas de grande amplitude, que ocorrem com mais frequência do que o esperado para eventos estatísticos normais gaussianos. Os vagalhões parecem ser onipresentes na natureza e não se limitam aos oceanos. Eles aparecem em outros contextos e foram recentemente relatados no hélio líquido, na óptica não linear e em cavidades de microondas. Hoje é universalmente aceito pelos pesquisadores marinhos que essas ondas pertencem a um tipo específico de onda do mar, não considerado pelos modelos convencionais.

## Causas
Como o fenômeno dos vagalhões ainda é uma questão em pesquisa, é prematuro afirmar claramente quais são as causas mais comuns ou se elas variam de um lugar para outro. As áreas de maior risco previsível parecem ser onde uma forte corrente contraria a direção primária de viagem das ondas; a área próxima ao Cabo das Agulhas, no extremo sul da África, é uma dessas áreas; a quente Corrente de Agulhas segue para sudoeste, enquanto os ventos dominantes vão rumo a oeste. No entanto, como esta tese não explica a existência de todas as ondas detectadas, vários mecanismos diferentes são prováveis, com variação localizada. Os mecanismos sugeridos para vagalhões incluem os seguintes:
Focalização difrativa
De acordo com essa hipótese, o formato da costa ou do fundo do mar direciona várias ondas pequenas para se encontrarem em fase. As alturas de suas cristas se combinam para criar um vagalhão.
Focalização por correntes
As ondas de uma corrente são conduzidas para uma corrente oposta. Isso resulta no encurtamento do comprimento de onda, causando um aumento na altura da onda), e os trens de ondas que se aproximam se comprimem em uma onda desregrada. Isso acontece na costa da África do Sul, onde a Corrente de Agulhas é contrariada por ventos de oeste.
Efeitos não lineares (instabilidade modulacional )
Parece possível que um vagalhão ocorra por processos naturais e não lineares a partir de um fundo aleatório de ondas menores. Em tal caso, um tipo de onda instável incomum pode se formar enquanto 'suga' a energia de outras ondas, crescendo até se transformar um monstro quase vertical, antes de se tornar muito instável e entrar em colapso logo depois. Um modelo simples para isso é uma equação de onda conhecida como equação de Schrödinger não linear (NLS), na qual uma onda normal (pelo modelo linear padrão) começa a "absorver" a energia das ondas ao redor, reduzindo-as a ondulações menores em comparação com outras ondas. A NLS pode ser usada em águas profundas. Em águas rasas, as ondas são descritas pela equação de Korteweg–de Vries ou pela equação de Boussinesq. Essas equações também têm contribuições não lineares e mostram soluções de ondas solitárias. Um vagalhão em pequena escala consistente com a equação de Schrödinger não linear foi produzido em um tanque de água de um laboratório em 2011. Em particular, o estudo dos sólidos tem apoiado a ideia de que efeitos não lineares podem surgir em corpos d'água.
Parte normal do espectro da onda
Vagalhões não são aberrações, mas fazem parte do processo normal de geração de ondas, embora sejam uma extremidade rara.
Interferência construtiva de ondas elementares
Vagalhões podem resultar da interferência construtiva (focalização dispersiva e direcional) de ondas 3D elementares aprimoradas por efeitos não lineares.
Interações de ondas de vento
Embora seja improvável que o vento sozinho possa gerar um vagalhão, seu efeito combinado com outros mecanismos pode fornecer uma explicação mais completa do fenômeno. Conforme o vento sopra sobre o oceano, a energia é transferida para a superfície do mar. Quando os fortes ventos de uma tempestade sopram na direção oposta da corrente do oceano, as forças podem ser fortes o suficiente para gerar ondas aleatórias. Teorias de mecanismos de instabilidade para a geração e crescimento de ondas de vento — embora não sobre as causas dos vagalhões — são fornecidas por Phillips e Miles.
Expansão térmica
Quando um grupo de ondas estável em uma coluna de água quente se move para uma coluna de água fria, o tamanho das ondas deve mudar porque a energia deve ser conservada no sistema. Portanto, cada onda no grupo se torna menor porque a água fria retém mais energia das ondas com base na densidade. As ondas agora estão mais espaçadas e, por causa da gravidade, se propagam em mais ondas para preencher o espaço e se tornar um grupo de ondas estável. Se um grupo de ondas estável existe em água fria e se move para uma coluna de água quente, as ondas ficarão maiores e o comprimento de onda será menor. As ondas buscarão o equilíbrio tentando deslocar a amplitude por causa da gravidade. No entanto, começando com um grupo de ondas estável, a energia da onda pode se deslocar em direção ao centro do grupo. Se a frente e a traseira do grupo de ondas estiverem deslocando energia em direção ao centro, ela pode se tornar um vagalhão. Isso aconteceria apenas se o grupo de ondas fosse muito grande. 

## Padrões de design
Em novembro de 1997, a Organização Marítima Internacional (IMO) adotou novas regras que abrangem a capacidade de sobrevivência e os requisitos estruturais para graneleiros de 150 m ou mais. A antepara e o fundo duplo devem ser fortes o suficiente para permitir que o navio sobreviva à inundação no porão, a menos que o carregamento seja restrito.
Vagalhões apresentam perigo considerável por várias razões: são raros, imprevisíveis, podem aparecer repentinamente ou sem aviso e podem impactar com uma força tremenda. A onda de 12 m no modelo "linear" usual teria uma força de ruptura de 6 t/m2 (8.5 psi). Embora os navios modernos sejam projetados para (normalmente) tolerar uma onda de arrebentamento de 15 t/m2, um vagalhão pode atingir uma força de ruptura muito superior a 100 t/m2. Smith apresentou cálculos usando as Regras Estruturais Comuns (CSR) da Associação Internacional de Sociedades de Classificação (IACS) para um graneleiro típico que são consistentes.
Peter Challenor, um importante cientista nesta área do National Oceanography Center no Reino Unido, foi citado no livro de Casey em 2010 como dizendo: "Não temos essa teoria confusa aleatória para ondas não lineares. Em absoluto." Ele acrescentou: "As pessoas têm trabalhado ativamente nisso nos últimos 50 anos, pelo menos. Não temos nem o início de uma teoria."
A Marinha dos Estados Unidos historicamente assumiu a posição de que a maior onda provável de ser encontrada era de 21,4 m. Smith observou em 2007 que a Marinha agora acredita que ondas maiores podem ocorrer e a possibilidade de ondas extremas que são mais íngremes (ou seja, não têm comprimentos de onda maiores) agora é reconhecida. No entanto, a marinha não teve que fazer nenhuma mudança fundamental no projeto dos seus navios como consequência do novo conhecimento de ondas maiores que 21,4 m porque eles já constroem com padrões mais elevados.
Existem mais de 50 sociedades de classificação em todo o mundo, cada uma com regras diferentes, embora a maioria dos novos navios seja construída de acordo com os padrões dos 12 membros da Associação Internacional de Sociedades de Classificação, que implementou dois conjuntos de Regras Estruturais Comuns; um para petroleiros e outro para graneleiros; em 2006. Estes foram posteriormente harmonizados em um único conjunto de regras.